# Bruchophagus tasmanicus
Bruchophagus tasmanicus är en stekelart som först beskrevs av Cameron 1912.  Bruchophagus tasmanicus ingår i släktet Bruchophagus och familjen kragglanssteklar. Inga underarter finns listade.